# Sankt Marein bei Graz
Sankt Marein bei Graz è un comune austriaco di 3 579 abitanti nel distretto di Graz-Umgebung, in Stiria. Il 1º gennaio 2015 ha inglobato i precedenti comuni di Krumegg e Petersdorf II; ha lo status di comune mercato (Marktgemeinde).